# Footville (Wisconsin)
Footville es una villa ubicada en el condado de Rock en el estado estadounidense de Wisconsin. En el Censo de 2010 tenía una población de 808 habitantes y una densidad poblacional de 279,04 personas por km².

## Geografía
Footville se encuentra ubicada en las coordenadas 42°40′18″N 89°12′29″O / 42.67167, -89.20806. Según la Oficina del Censo de los Estados Unidos, Footville tiene una superficie total de 2.9 km², de la cual 2.9 km² corresponden a tierra firme y (0%) 0 km² es agua.

## Demografía
Según el censo de 2010, había 808 personas residiendo en Footville. La densidad de población era de 279,04 hab./km². De los 808 habitantes, Footville estaba compuesto por el 98.39% blancos, el 0.12% eran afroamericanos, el 0% eran amerindios, el 0.12% eran asiáticos, el 0.25% eran isleños del Pacífico, el 0.5% eran de otras razas y el 0.62% pertenecían a dos o más razas. Del total de la población el 0.99% eran hispanos o latinos de cualquier raza.